# Anillidris

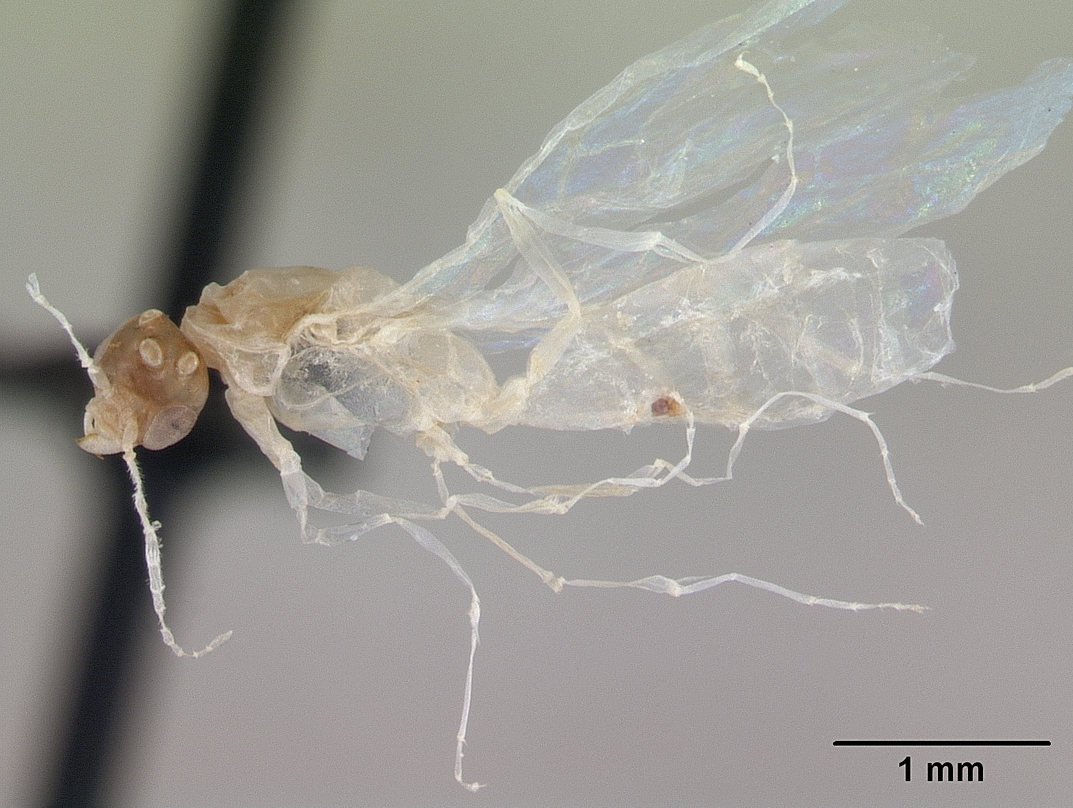
Anillidris bruchi

Anillidris (лат.) — род муравьёв подсемейства долиходерины (Dolichoderinae, Leptomyrmecini). Эндемик Южной Америки (Аргентина, Бразилия).
.

## Описание
Мелкие земляные муравьи (рабочие около 2 м, самки крупнее), рабочие жёлтые, самки и самцы буроватые. Рабочие слепые: сложные фасеточные глаза отсутствуют. Усики самок и рабочих 12-члениковые (у самцов антенны состоят из 13 сегментов). Жвалы рабочих с 7—8 зубцами. Нижнечелюстные щупики рабочих 2-члениковые, нижнегубные щупики состоят из 3 сегментов (у самок и самцов — 3,4). Голени средних и задних ног с одной апикальной шпорой. Стебелёк между грудкой и брюшком состоит из одного сегмента (петиоль).
- Anillidris bruchi Santschi, 1936 (вид был описан по экземплярам типовой серии, собранной Dr. A.Ogloblin и назван в честь Dr.C.Bruch)[1]